# Jean Dumoulin
Jean Dumoulin (ook: Joannes Dumoulin of J.H.J. Dumoulin) (Maastricht, 9 januari 1800 - aldaar, 4 oktober 1857) was architect van een aantal kerken in Nederlands Limburg. Deze zogenaamde waterstaatskerken werden uitgevoerd in neoclassicistische stijl.
Hij was de zoon van meubelmaker Christiaan Dumoulin en Anna Catharina Batta. Jean Dumoulin was ongehuwd en overleed op 57-jarige leeftijd in zijn woonplaats Maastricht..
Tot zijn werken behoren:
- De Sint-Paulusbekeringkerk te Epen, 1841
- De Sint-Rozakerk te Sibbe, 1841
- De Sint-Bernarduskerk te Ubachsberg, 1841
- De Sint-Laurentiuskerk te Voerendaal, 1841
- De Sint-Gertrudiskerk te Beesel, 1842
- De Sint-Agneskerk te Bunde, 1842-1843
- De Sint-Jacobus de Meerderekerk te Roosteren, 1843
- De Sint-Augustinuskerk te Elsloo, 1848